# Amah

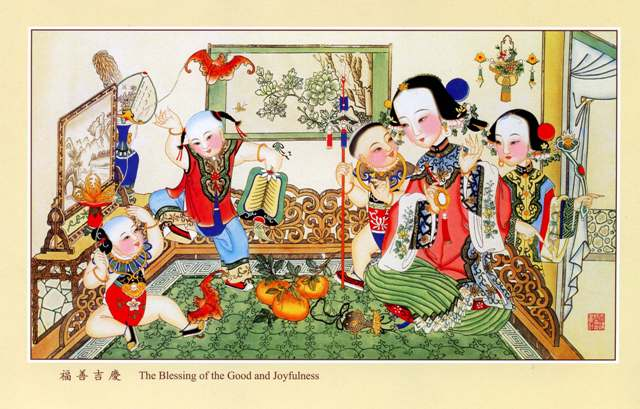
En kinesisk amah (till höger) och en kinesisk kvinna och hennes tre barn.

Amah eller ayah (kinesiska: 阿嬤, portugisiska: ama, tyska: Amme, medeltidslatin: amma; eller ayah hindi: āyā, portugisiska: aia, latin: avia, tagalogiska: yaya) är en flicka eller kvinna anställd av en familj för att städa och se efter barnen. Hon är en husligt anställd person vars arbetsuppgifter är en blandning av hembiträdets och barnflickan. Termen anses respektfull. Många av dem bär uniform.
Ordet är vanligt i Östasien och Indien (även om begrepept ayah är mer vanligt i Indien). Sedan 1990-talets mitt har det ansetts mer politiskt korrekt att kalla sådana personer för 'hjälpare' i stället för hembiträde eller ayah. I Taiwan och Kina, kan begreppet amah även referera allmänt till äldre kvinnor. Liknande termer är ah-yee, yee-yee, eller jie-jie.
I Tangdynastins Kina användes ordet amah även som informell och poetisk benämning för den taoistiska gudinnan Xi Wangmu.
Begreppen Amah och ayah har även blivit lånord inom engelskspråkig litteratur.